# Guadalupe Etla (kommun)
Guadalupe Etla är en kommun i Mexiko.   Den ligger i delstaten Oaxaca, i den sydöstra delen av landet, 400 km sydost om huvudstaden Mexico City. Antalet invånare är 2 433. Arean är 17,9 kvadratkilometer.
Terrängen i Guadalupe Etla är en högslätt.
Följande samhällen finns i Guadalupe Etla:
- Guadalupe Etla
- La Capellanía
- Paraje la Resurrección